# Cavernismo

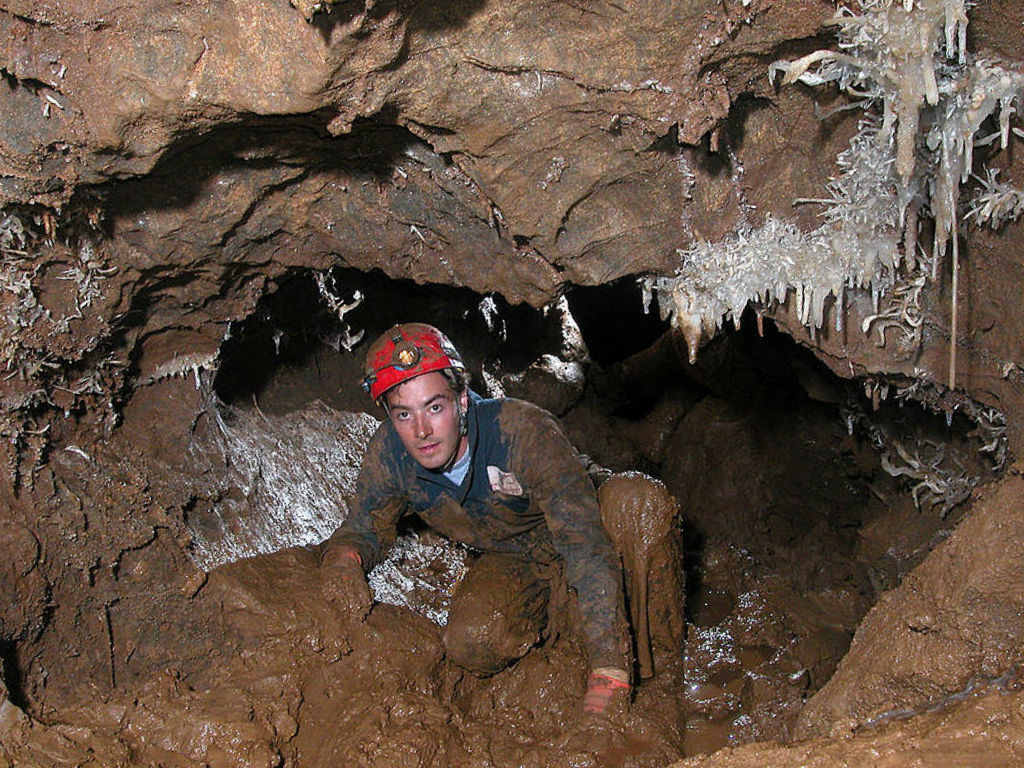
Cavernismo em uma seção lamacenta da caverna Black Chasm, na Califórnia.

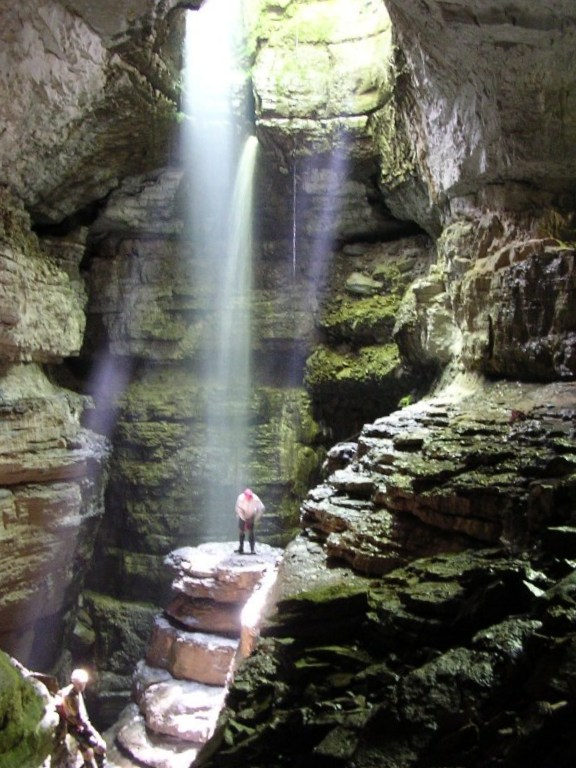
Stephens Gap, uma caverna vertical no Alabama.

O cavernismo, também conhecido como espeleísmo, ou spelunking nos Estados Unidos e no Canadá e potholing no Reino Unido e na Irlanda, é o passatempo recreativo de explorar sistemas de cavernas selvagens (diferentemente das cavernas de visitação). Diferentemente, a espeleologia é o estudo científico das cavernas e do ambiente cavernícola.
Os desafios envolvidos no cavernismo variam de acordo com a caverna que está sendo visitada; além da ausência total de luz além da entrada, pode ser difícil lidar com inclinações, apertos e riscos de inundações. O mergulho em cavernas é uma subespecialidade distinta e mais perigosa, realizada por uma pequena minoria de espeleólogos tecnicamente proficientes. Em uma área de sobreposição entre a busca recreativa e o estudo científico, os espeleólogos mais dedicados e sérios se tornam talentosos no levantamento e mapeamento de cavernas e na publicação formal de seus esforços. Em geral, esses trabalhos são publicados livre e publicamente, especialmente no Reino Unido e em outros países europeus, embora nos Estados Unidos eles sejam geralmente privados.
Às vezes classificado como um "esporte radical", não é comumente considerado como tal por entusiastas de longa data, que podem não gostar do termo por sua conotação de desrespeito à segurança.
Muitas habilidades de cavernismo se sobrepõem àquelas envolvidas no canionismo e na exploração urbana e de minas.

## Motivação
O cavernismo geralmente é praticado pelo prazer da atividade ao ar livre ou por exercício físico, bem como pela exploração original, semelhante ao montanhismo ou ao mergulho. A ciência física ou biológica também é um objetivo importante para alguns espeleólogos, enquanto outros se dedicam à fotografia em cavernas. Os sistemas de cavernas virgens compreendem algumas das últimas regiões inexploradas da Terra e muito esforço é feito para tentar localizá-las, entrar nelas e pesquisá-las. Em regiões bem exploradas, as cavernas mais acessíveis já foram exploradas e, para ter acesso a novas cavernas, muitas vezes é necessário escavar ou mergulhar em cavernas.
Uma técnica antiga usada pelos habitantes do cavernismo nos Estados Unidos para encontrar cavernas que valem a pena ser exploradas era gritar em um buraco e ouvir o eco. Ao encontrar um buraco, cujo tamanho não importava, o aspirante a explorador de cavernas gritava na abertura e ouvia o eco. Se não houvesse nenhum, o buraco era apenas um buraco. Se houvesse um eco, o tamanho da caverna poderia ser determinado pelo comprimento e pela força dos ecos. Esse método é simples, barato e eficaz. O explorador poderia então ampliar o buraco para fazer uma entrada. Meriwether Lewis, da Expedição de Lewis e Clark, usou a técnica do cavernismo para encontrar cavernas em Kentucky quando era menino. Como as cavernas eram escuras e as lanternas ainda não haviam sido inventadas, Lewis e outros exploradores fizeram tochas com nós de galhos de pinheiro. Essas tochas queimavam por muito tempo e emitiam uma luz brilhante.
O cavernismo, em certas áreas, também tem sido utilizado como uma forma de turismo ecológico e de aventura, por exemplo, na Nova Zelândia. As empresas de turismo estabeleceram um setor que lidera e orienta passeios dentro e através de cavernas. Dependendo do tipo de caverna e do tipo de passeio, a experiência pode ser baseada em aventura ou ecológica. Há passeios conduzidos através de tubos de lava por um serviço de guia (por exemplo, na caverna Lava River, nas ilhas oceânicas de Tenerife, na Islândia e no Havaí).
O cavernismo também foi descrito como um "esporte de equipe individualista" por alguns, já que os cavernistas muitas vezes podem fazer uma viagem sem a assistência física direta de outras pessoas, mas geralmente vão em grupo para ter companhia ou para fornecer ajuda de emergência, se necessário. No entanto, alguns consideram a assistência que os cavernistas dão uns aos outros como uma atividade típica de esporte de equipe.

## Etimologia
O termo potholing refere-se ao ato de explorar algares (potholes), uma palavra originada no norte da Inglaterra para cavernas predominantemente verticais.

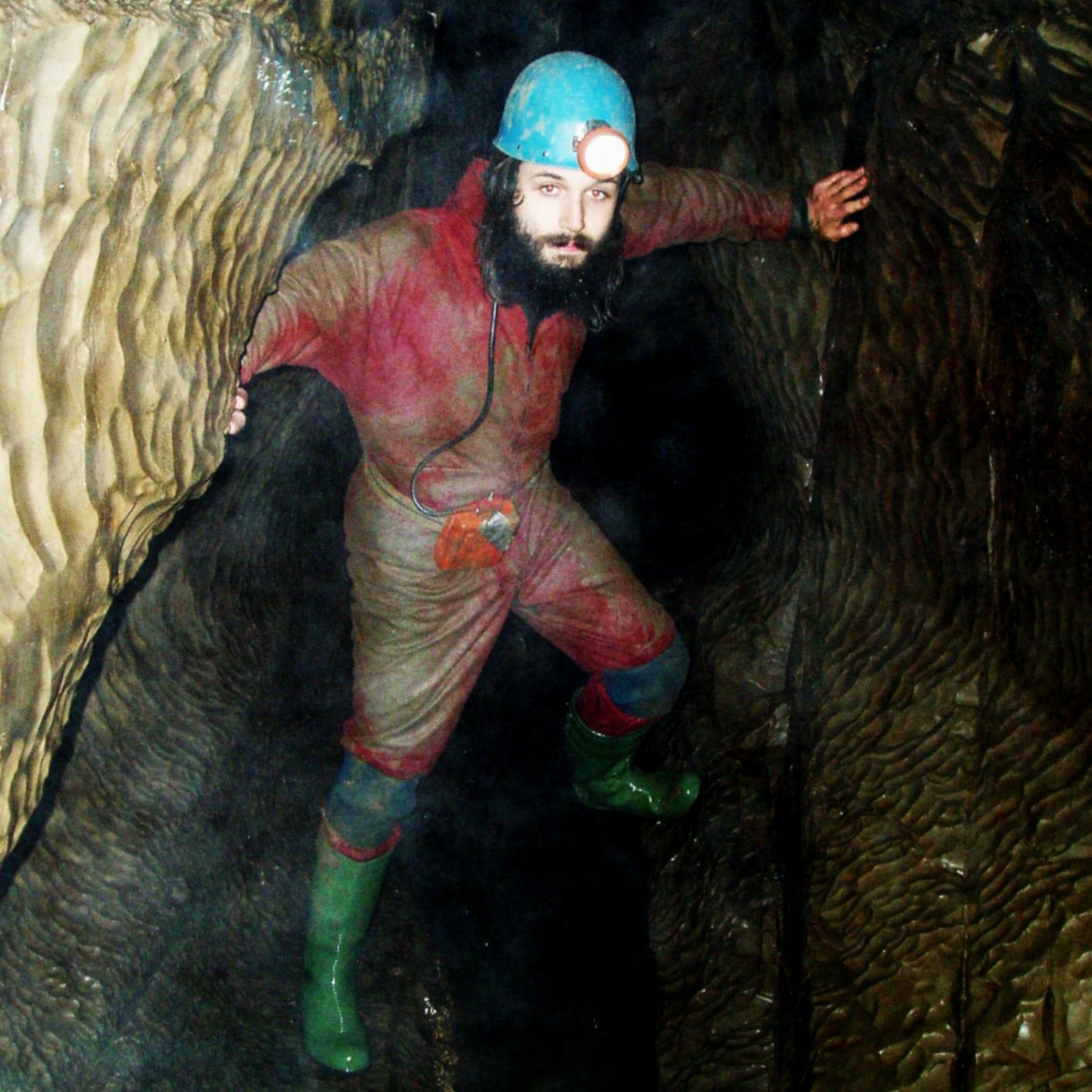
Cavernismo no norte da Inglaterra, uma área que também é popular para a exploração de algares.

Clay Perry, um cavernista americano da década de 1940, escreveu sobre um grupo de homens e meninos que exploravam e estudavam cavernas em toda a Nova Inglaterra. Esse grupo se referia a si mesmo como spelunkers, um termo derivado do latim spēlunca (caverna, gruta, covil), ele próprio do grego σπῆλυγξ spēlynks (caverna). Esse é considerado o primeiro uso da palavra nas Américas. Durante a década de 1950, spelunking foi o termo geral usado para explorar cavernas no inglês americano. Era usado livremente, sem nenhuma conotação positiva ou negativa, embora raramente fora dos EUA.

Na década de 1960, os termos spelunking e spelunker começaram a ser considerados desclassificados entre os entusiastas experientes. Em 1985, Steve Knutson - editor da publicação American Caving Accidents da National Speleological Society (NSS) - fez a seguinte distinção:
...Observe que (nesse caso) o termo 'spelunker' denota alguém não treinado e sem conhecimento das técnicas de exploração atuais, e 'cavernista' é para aqueles que o são.
Esse sentimento é exemplificado por adesivos automotivos e camisetas exibidos por alguns cavernistas: "Cavernistas resgatam spelunkers". No entanto, fora da comunidade do cavernismo, "spelunking" e "spelunkers" permanecem predominantemente termos neutros que se referem à prática e aos praticantes, sem qualquer respeito ao nível de habilidade.

## História
Em meados do século XIX, John Birkbeck explorou algares na Inglaterra, notadamente Gaping Gill, em 1842, e Alum Pot, em 1847-8, retornando ao local na década de 1870. Em meados da década de 1880, Herbert E. Balch começou a explorar as cavernas de Wookey Hole e, na década de 1890, Balch foi apresentado às cavernas de Mendip Hills. Um dos mais antigos clubes de cavernismo estabelecidos, o Yorkshire Ramblers' Club, foi fundado em 1892.
O cavernismo como atividade especializada teve como pioneiro Édouard-Alfred Martel (1859-1938), que realizou a primeira descida e exploração do Gouffre de Padirac, na França, já em 1889, e a primeira descida completa de um poço vertical úmido de 110 metros em Gaping Gill, em 1895. Ele desenvolveu suas próprias técnicas com base em cordas e escadas metálicas. Martel visitou o Kentucky e, principalmente, o Parque Nacional de Mammoth Cave em outubro de 1912. Na década de 1920, o famoso cavernista norte-americano Floyd Collins fez importantes explorações na área e, na década de 1930, quando o cavernismo se tornou cada vez mais popular, pequenas equipes de exploração nos Alpes e nos planaltos cársticos do sudoeste da França (Causses e Pirineus) transformaram a exploração de cavernas em uma atividade científica e recreativa. Robert de Joly, Guy de Lavaur e Norbert Casteret foram figuras proeminentes daquela época, pesquisando principalmente cavernas no sudoeste da França. Durante a Segunda Guerra Mundial, uma equipe alpina composta por Pierre Chevalier, Fernand Petzl, Charles Petit-Didier e outros explorou o sistema de cavernas Dent de Crolles, perto de Grenoble, que se tornou o sistema explorado mais profundo do mundo (-658 m) naquela época. A falta de equipamentos disponíveis durante a guerra forçou Pierre Chevalier e o restante da equipe a desenvolver seus próprios equipamentos, o que levou a inovações técnicas. A vara de escalada (1940), as cordas de náilon (1942), o uso de explosivos em cavernas (1947) e os ascensores de corda mecânicos (os "macacos" de Henri Brenot, usados pela primeira vez por Chevalier e Brenot em uma caverna em 1934) podem ser diretamente associados à exploração do sistema de cavernas Dent de Crolles.
Em 1941, os cavernistas americanos se organizaram na Sociedade Nacional de Espeleologia (NSS) para promover a exploração, a conservação, o estudo e a compreensão das cavernas nos Estados Unidos. O cavernista americano Bill Cuddington, conhecido como "Vertical Bill", desenvolveu ainda mais a técnica de corda única (SRT) no final da década de 1950. Em 1958, dois alpinistas suíços, Juesi e Marti, juntaram-se e criaram o primeiro ascensor de corda conhecido como Jumar. Em 1968, Bruno Dressler pediu a Fernand Petzl, que trabalhava como mecânico de metais, que construísse uma ferramenta de ascensão por corda, hoje conhecida como Petzl Croll, que ele havia desenvolvido adaptando o Jumar ao cavernismo vertical. Seguindo esses desenvolvimentos, Petzl fundou na década de 1970 uma empresa de fabricação de equipamentos para cavernismo chamada Petzl. O desenvolvimento do rack de rapel e a evolução dos sistemas mecânicos de ascensão estenderam a prática e a segurança da exploração vertical a uma gama mais ampla de cavernistas.

## Prática e equipamentos

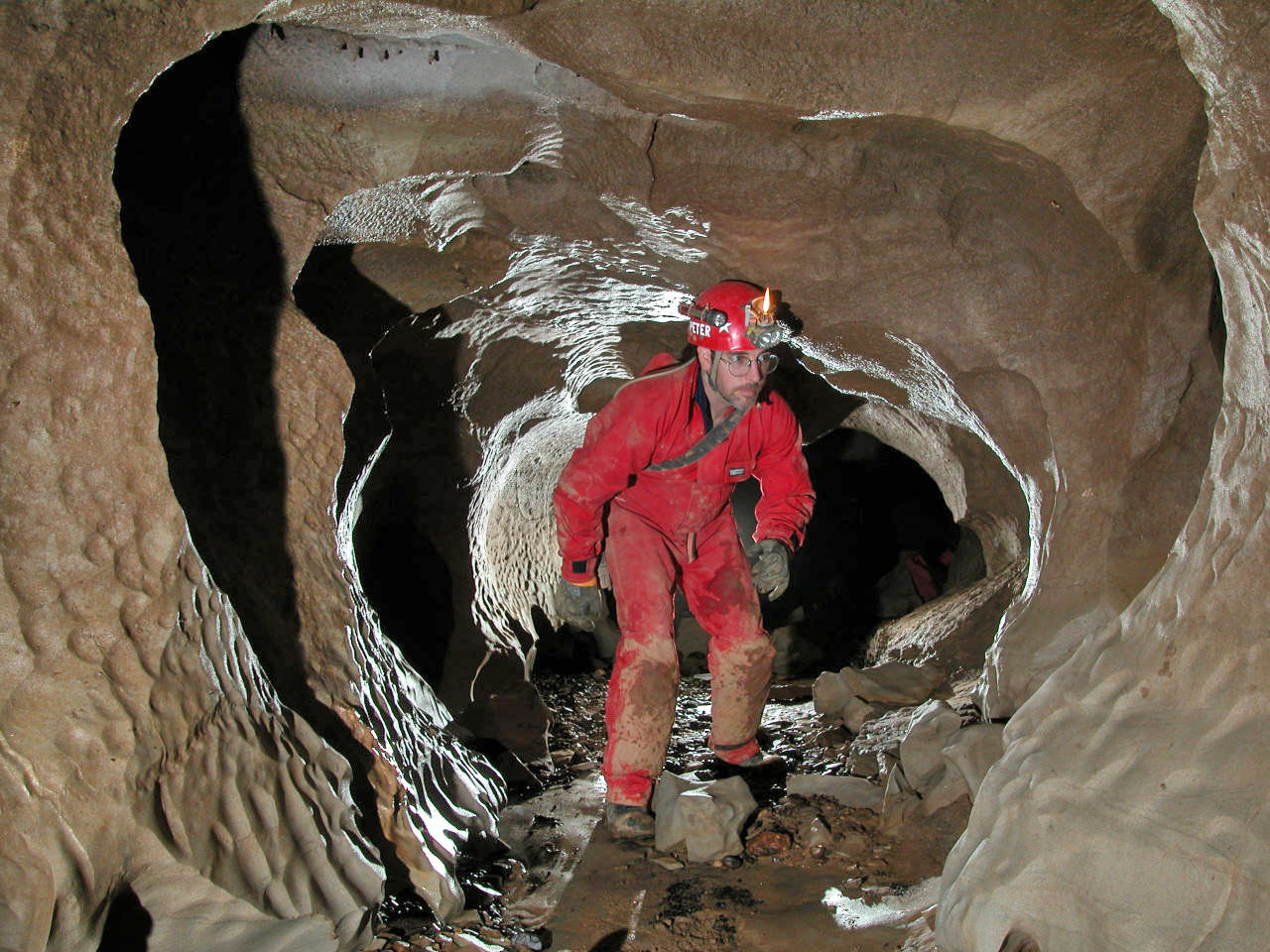
Cavernista em uma caverna do Alabama mostrando roupas comuns de cavernismo: macacão, luzes montadas no capacete, botas pesadas e luvas.

Os capacetes são usados para proteger a cabeça de choques e quedas de pedras. A principal fonte de luz do cavernista geralmente é montada no capacete para manter as mãos livres. As luzes elétricas de LED são as mais comuns. Muitos cavernistas carregam duas ou mais fontes de luz - uma como principal e as outras como reserva, caso a primeira falhe. Na maioria das vezes, uma segunda luz é montada no capacete para uma transição rápida se a principal falhar. Os sistemas de lanterna de carbureto são uma forma mais antiga de iluminação, inspirada em equipamentos de mineração, e ainda são usados por alguns cavernistas, especialmente em expedições remotas onde não há instalações de carregamento elétrico disponíveis.
O tipo de roupa usada no subterrâneo varia de acordo com o ambiente da caverna que está sendo explorada e com a cultura local. Em cavernas frias, o cavernista pode usar uma camada de base quente que mantenha suas propriedades isolantes quando molhada, como um traje de lã ("peludo") ou roupas íntimas de polipropileno, e um macacão de material resistente (por exemplo, cordura) ou à prova d'água (por exemplo, PVC). Roupas mais leves podem ser usadas em cavernas quentes, especialmente se a caverna estiver seca, e em cavernas tropicais são usadas roupas finas de polipropileno, para fornecer alguma proteção contra abrasão e, ao mesmo tempo, permanecer o mais fresco possível. Roupas de mergulho podem ser usadas se a caverna for particularmente úmida ou envolver passagens de riachos. Nos pés, usam-se botas - botas de caminhada em cavernas mais secas ou botas de borracha (como galochas), muitas vezes com meias de neoprene ("wetsocks") em cavernas mais úmidas. As joelheiras (e, às vezes, as cotoveleiras) são populares para proteger as articulações durante os rastreamentos. Dependendo da natureza da caverna, às vezes são usadas luvas para proteger as mãos contra abrasão ou frio. Em áreas intocadas e para restauração, são usados macacões limpos e luvas cirúrgicas sem pó e sem látex para proteger a própria caverna de contaminantes. As cordas são usadas para descer ou subir lances (técnica de corda única ou SRT) ou para proteção. Os nós comumente usados no cavernismo são o nó oito (ou nó nove), a lais de guia, o nó borboleta e outros. As cordas geralmente são armadas com parafusos, fitas e mosquetões. Em alguns casos, os cavernistas podem optar por trazer e usar uma escada de metal flexível.
Além dos equipamentos já descritos, os cavernistas frequentemente carregam mochilas com kits de primeiros socorros, equipamentos de emergência e alimentos. Também é comum levar recipientes para transportar a urina com segurança. Em viagens mais longas, são levados recipientes para transportar as fezes para fora da caverna com segurança.
Em viagens muito longas, pode ser necessário acampar na caverna - alguns cavernistas permaneceram no subsolo por muitos dias ou, em casos extremos, por semanas a fio. Isso ocorre principalmente ao explorar ou mapear sistemas de cavernas muito extensos, onde seria impraticável refazer a rota de volta à superfície regularmente. Essas viagens longas exigem que os cavernistas carreguem provisões, equipamentos para dormir e cozinhar.

## Segurança

Um cavernista inicia a descida por corda de um poço vertical usando um rack de rapel

As cavernas podem ser lugares perigosos; hipotermia, quedas, inundações, queda de rochas e exaustão física são os principais riscos. O resgate de pessoas no subsolo é difícil e demorado e requer habilidades, treinamento e equipamentos especiais. Resgates em cavernas em grande escala geralmente envolvem os esforços de dezenas de equipes de resgate - muitas vezes outros cavernistas de longa data que participaram de cursos especializados, pois a equipe de resgate normal não tem experiência suficiente em ambientes de caverna -, que podem ser colocados em risco ao realizar o resgate. Dito isso, o cavernismo não é necessariamente um esporte de alto risco - especialmente se não envolver escaladas difíceis ou mergulho. Como em todos os esportes físicos, conhecer as próprias limitações é fundamental.
O cavernismo em climas mais quentes acarreta o risco de contrair histoplasmose, uma infecção fúngica contraída por fezes de aves ou morcegos. Ela pode causar pneumonia e se disseminar pelo corpo, causando infecções contínuas.
Em muitas partes do mundo, a leptospirose (um tipo de infecção bacteriana transmitida por animais, inclusive ratos) é uma ameaça distinta devido à presença de urina de rato na água da chuva ou precipitação que entra no sistema de água das cavernas. As complicações são incomuns, mas podem ser graves. Os riscos de segurança durante o cavernismo podem ser minimizados com o uso de várias técnicas:
- Verificar se não há perigo de inundação durante a expedição. A água da chuva canalizada no subsolo pode inundar uma caverna muito rapidamente, prendendo as pessoas em passagens cortadas e afogando-as. No Reino Unido, o afogamento é causa de quase metade de todas as mortes em cavernismo.
- Usar equipes de vários cavernistas, de preferência pelo menos quatro. Se ocorrer um ferimento, um cavernista fica com a pessoa ferida enquanto os outros dois saem para buscar ajuda, prestando assistência uns aos outros na saída.
- Notificar as pessoas fora da caverna sobre o horário previsto de retorno. Depois de um tempo adequado sem retorno, organiza-se um grupo de busca, geralmente formado por outros cavernistas treinados em resgates em cavernas, pois é improvável que até mesmo o pessoal de emergência profissional tenha as habilidades necessárias para realizar um resgate em condições difíceis.
- Uso de luzes montadas no capacete (mãos livres) com baterias extras. Os cavernistas americanos recomendam um mínimo de três fontes independentes de luz por pessoa,[20] mas duas luzes é uma prática comum entre os cavernistas europeus.
- Roupas e calçados resistentes, bem como um capacete, são necessários para reduzir o impacto de abrasões, quedas e objetos em queda. As fibras sintéticas e as lãs, que secam rapidamente, eliminam a água e são quentes quando molhadas, são amplamente preferidas aos materiais de algodão, que retêm água e aumentam o risco de hipotermia. Também é útil ter várias camadas de roupas, que podem ser retiradas (e armazenadas na mochila) ou adicionadas conforme necessário. Em passagens de cavernas com água, pode ser necessário usar roupas íntimas térmicas de polipropileno ou roupas de mergulho para evitar a hipotermia.
- As passagens de cavernas parecem diferentes de diferentes direções. Em cavernas longas ou complexas, até mesmo cavernistas experientes podem se perder. Para reduzir o risco de se perder, é necessário memorizar a aparência dos principais pontos de navegação na caverna à medida que eles passam pelo grupo de exploração. Cada membro de um grupo de exploradores de cavernas compartilha a responsabilidade de ser capaz de lembrar a rota de saída da caverna. Em algumas cavernas, pode ser aceitável marcar um pequeno número de bifurcações-chave com pequenas pilhas ou "montes de pedras", ou deixar uma marca não permanente, como uma fita sinalizadora de alta visibilidade amarrada a uma projeção.
- O cavernismo vertical usa escadas ou a técnica de corda única (SRT) para evitar a necessidade de escalar passagens muito difíceis. No entanto, a SRT é uma habilidade complexa e requer treinamento adequado antes de ser usada no subterrâneo, além de necessitar de equipamentos bem conservados. Algumas descidas de rapel podem chegar a várias centenas de metros de profundidade (por exemplo, Harwoods Hole).

## Conservação de cavernas
Muitos ambientes de cavernismo são muito frágeis. Muitos espeleotemas podem ser danificados até mesmo pelo menor toque e alguns por impactos tão leves quanto uma respiração. Pesquisas sugerem que o aumento dos níveis de dióxido de carbono pode levar a "uma concentração de equilíbrio mais alta de cálcio nas águas de gotejamento que alimentam os espeleotemas e, portanto, causam a dissolução das características existentes".[19] Em 2008, os pesquisadores encontraram evidências de que a respiração dos visitantes das cavernas pode gerar concentrações elevadas de dióxido de carbono nas cavernas, levando a um aumento de temperatura de até 3 °C e à dissolução das características existentes.
A poluição também é motivo de preocupação. Como a água que flui através de uma caverna acaba saindo em córregos e rios, qualquer poluição pode acabar na água potável de alguém e pode até afetar seriamente o ambiente da superfície também. Até mesmo uma poluição menor, como a queda de material orgânico, pode ter um efeito dramático sobre a biota da caverna.
As espécies do cavernismo também são muito frágeis e, muitas vezes, uma espécie específica encontrada em uma caverna pode viver apenas nessa caverna e não ser encontrada em nenhum outro lugar do mundo, como o camarão da caverna do Alabama. As espécies que vivem em cavernas estão acostumadas a um clima quase constante de temperatura e umidade, e qualquer perturbação pode atrapalhar o ciclo de vida das espécies. Embora o cavernismo nem sempre seja imediatamente visível, ele geralmente está presente na maioria das cavernas.
Os morcegos são uma dessas espécies frágeis de animais que vivem em cavernas. Os que hibernam são mais vulneráveis durante o inverno, quando não há suprimento de alimentos na superfície para reabastecer o estoque de energia do morcego caso ele desperte da hibernação. Os morcegos que migram são mais sensíveis durante os meses de verão, quando estão criando seus filhotes. Por esses motivos, a visita a cavernas habitadas por morcegos hibernantes é desaconselhada durante os meses frios; e a visita a cavernas habitadas por morcegos migratórios é desaconselhada durante os meses mais quentes, quando eles são mais sensíveis e vulneráveis. Devido a uma doença que afeta morcegos no nordeste dos EUA conhecida como síndrome do nariz branco (WNS), o Serviço de Pesca e Vida Selvagem dos EUA solicitou uma moratória a partir de 26 de março de 2009 sobre a atividade de cavernismo em estados conhecidos por terem hibernáculos afetados pela WNS, bem como estados adjacentes.
Algumas passagens de cavernas podem ser marcadas com fita de sinalização ou outros indicadores para mostrar áreas sensíveis do ponto de vista biológico, estético ou arqueológico. Caminhos marcados podem indicar caminhos para contornar áreas notavelmente frágeis, como um piso intocado de areia ou lodo que pode ter milhares de anos, datando da última vez que a água fluiu pela caverna. Esses depósitos podem ser facilmente estragados para sempre por um único passo mal dado. As formações ativas, como a pedra de fluxo, podem ser prejudicadas da mesma forma com uma pegada ou marca de mão enlameada, e artefatos humanos antigos, como produtos de fibra, podem até mesmo se desfazer em pó sob qualquer toque, exceto o mais suave.
Em 1988, preocupado com o fato de que os recursos das cavernas estavam se tornando cada vez mais danificados pelo uso não regulamentado, o Congresso americano promulgou a Lei Federal de Proteção dos Recursos de Cavernismo, que concedeu às agências de gestão de terras dos Estados Unidos autoridade ampliada para gerenciar a conservação de cavernas em terras públicas.

## Organizações de espeleologia
Os cavernistas de muitos países criaram organizações para administrar e supervisionar as atividades de cavernismo em suas nações. A mais antiga delas é a Federação Francesa de Espeleologia, fundada por Édouard-Alfred Martel em 1895, que produziu o primeiro periódico de espeleologia, Spelunca. O primeiro instituto espeleológico universitário do mundo foi fundado em 1920 em Cluj-Napoca, Romênia, por Emil Racovita, um biólogo, zoólogo, espeleólogo, romeno e explorador da Antártica.
A Associação Britânica de Espeleologia foi criada em 1935 e a Sociedade Nacional de Espeleologia dos EUA foi fundada em 1941 (originalmente formada como Sociedade de Espeleologia do Distrito de Colúmbia em 6 de maio de 1939).
Um congresso espeleológico internacional foi proposto em uma reunião em Valence-sur-Rhone, França, em 1949, e realizado pela primeira vez em 1953, em Paris. A União Internacional de Espeleologia (UIS) foi fundada em 1965.